# Baie de Vincennes
Pour les articles homonymes, voir Vincennes (homonymie).
La baie de Vincennes est une baie le long de la Terre de Wilkes en Antarctique.
Nommée par l'Advisory Committee on Antarctic Names, elle porte le nom de l'USS Vincennes, navire de Charles Wilkes lors de l'expédition Wilkes.